# I liga polska w hokeju na lodzie (1959/1960)
5. sezon I ligi polskiej w hokeju na lodzie rozegrany został na przełomie 1959 i 1960 roku. Był to 25. sezon rozgrywek o Mistrzostwo Polski w hokeju na lodzie. W rozgrywkach wzięło udział 8 zespołów. W rozgrywkach za zwycięstwo klub otrzymywał dwa punkty, a za remis jeden punkt. Mistrzem Polski został zespół Górnika Katowice i był to drugi tytuł mistrzowski w historii klubu. 

## Tabela
| Lp. | Zespół            | M  | Pkt | W  | R | P  | G + | G - | +/- |
| --- | ----------------- | -- | --- | -- | - | -- | --- | --- | --- |
| 1   | Górnik Katowice   | 14 | 28  | 14 | 0 | 0  | 88  | 23  | +65 |
| 2   | Legia Warszawa    | 14 | 24  | 12 | 0 | 2  | 88  | 23  | +65 |
| 3   | Podhale Nowy Targ | 14 | 19  | 9  | 1 | 4  | 63  | 39  | +24 |
| 4   | Pomorzanin Toruń  | 14 | 10  | 5  | 0 | 9  | 54  | 68  | -14 |
| 5   | Start Katowice    | 14 | 9   | 3  | 3 | 8  | 35  | 70  | -35 |
| 6   | ŁKS Łódź          | 14 | 8   | 3  | 2 | 9  | 51  | 64  | -13 |
| 7   | Baildon Katowice  | 14 | 7   | 3  | 1 | 10 | 44  | 63  | -19 |
| 8   | Cracovia          | 14 | 7   | 3  | 1 | 10 | 31  | 104 | -73 |

W sezonie 1959/1960 żaden klub I ligi nie został objęty degradacją jako w wyniku reorganizacji rozgrywek do sezonu I ligi 1960/1961 zostały dopuszczone wszystkie zespoły I ligi, a poza tym także II-ligowe i zespół awansujący z III poziomu ligowego.

### Wyniki
|  |  | 4. KOLEJKA |  |
|  |  | ---------- |  |

| 08.12.1959 | Podhale Nowy Targ | 5:1 (1:0, 2:0, 2:1) | Cracovia |

|  |  | 11. KOLEJKA |  |
|  |  | ----------- |  |

| 30.01.1960 | Cracovia | 0:11 (0:3,0:3,0:5) | Podhale Nowy Targ |

Mecz o mistrzostwo Polski
| 28 lutego 1960 | Legia Warszawa | 0:1 | Górnik Katowice | Torwar, Warszawa |

|  |  | (0:0, 0:0, 0:1) | Jerzy Ogórczyk | Widzów: ponad 5000 |

## Skład Mistrza Polski
Górnik Katowice: Józef Wacław, Paweł Śpiewok, Jerzy Trójca, Marian Zawada, Henryk Regula, Kazimierz Małysiak, Sylwester Wilczek, Stanisław Jonczyk, Alfred Milota, Jerzy Ogórczyk, Edward Hermann, Marian Gburek, Adolf Wróbel, Alfred Wróbel